# Internationales Musik und Medien Zentrum
Das Internationale Musik- und Medien Zentrum (Internationales Musik + Medienzentrum IMZ; engl.: International Music + Media Centre) ist eine internationale gemeinnützige Organisation, die 1961 von Wilfried Scheib unter der Schirmherrschaft der UNESCO gegründet wurde. Das IMZ fungiert als globales Netzwerk für Akteure aus dem audiovisuellen Bereich mit den inhaltlichen Schwerpunkten Klassische Musik, Weltmusik, Jazz und Zeitgenössische Musik sowie Ballett und Zeitgenössischer Tanz.

## Mitglieder
Seine weltweit über 150 Mitglieder bestehen aus öffentlichen und privaten Fernseh- und Rundfunkanstalten, Performing Arts Kompanien und Veranstaltungshäusern, Filmproduzenten und -verleihern, Record und DVD Labels, Kino und New Media Experten, somit aus Vertretern des Bereiches Kreation und Distribution von Musik und Performing Arts Produktionen in den Medien. Die größten Vertreter der IMZ Mitglieder sind Einrichtungen wie BBC, ZDF, 3sat, ARTE, NHK, ORF, die Metropolitan Opera New York, die Wiener Staatsoper, Universal Music, EuroArts Music, C Major Entertainment, sbs television oder Thirteen; die kleinste Gruppe sind freischaffende Komponisten, Choreographen, Musiker oder Regisseure.

### Ehrenmitglieder
Daniel Barenboim, Alfred Brendel, Adrienne Clarkson, Anne Teresa De Keersmaeker, Mats Ek, Juan Diego Flórez, Bill T. Jones, Jonas Kaufmann, Lang Lang, Brian Large, Neil Shicoff, Anne Sofie von Otter.

## Tätigkeit
Das IMZ organisiert u. a. B2B-Netzwerkveranstaltungen und Fachmessen für IMZ-Mitglieder wie auch externe Teilnehmer wie z. B. Avant Première Music + Media Market Berlin, Avant Première Screenings, Golden Prague Premières sowie Pitching Sessions in Kooperation mit der EBU oder im Rahmen des Golden Prague Festival, als auch dancescreen, eines der größten Tanzfilmfestivals und -wettbewerbe, das wie alle IMZ-Aktivitäten-Produzenten (etablierte Produktionsunternehmen wie auch aufstrebende Filmemacher) mit der internationalem Kultur-TV-Industrie vernetzt. Ziel der IMZ-Aktivitäten und -Services ist es, Musik und Tanz in und durch audiovisuelle Medien zu promoten und zu fördern. Als solches fungiert das IMZ auch als Initiator und Festival Programmkurator von Musik (und Tanz) Open Air Festivals in der ganzen Welt wie u. a. Vienna Music Film Festival NY, Vienna Music Film Festival Jekaterinburg, Vienna Music Film Festival Tokyo, Rathausplatz Filmfestival Vienna, Music Filmfestival Bucharest.

### Avant Première Music + Media Market Berlin
Der Avant Première Music + Media Market Berlin ist ein jährlich stattfindender mehrtägiger Koproduktionsmarkt, um das internationale Performing-Arts-Filmbusiness voranzutreiben. Geplant und ausgeführt vom IMZ Internationales Musik und Medien Zentrum, treffen sich 350 internationale Experten aus den Bereichen Film, Fernsehen, Performing Arts, Musik, Pop und Klassik, Produktion und Vertrieb, sowie Opern- und Konzerthäuser, Kommunikatoren und Journalisten. Insgesamt werden während dieses Events über 500 aktuelle Performing-Art-Filme für TV und Kino präsentiert. Weitere Präsentationsformate sind One-on-one Expert Sessions, ein Matchmaking-Format für etablierte Firmen als auch junge Filmschaffende, Panels und Lectures, Open House und Spezialfilmreihen.

## Struktur
Das IMZ wird durch ein internationales Board repräsentiert, das aus 25 Mitgliedern besteht. Die operativen Geschäfte werden von Max Beckham-Ortner (seit 2024 Generalsekretär) geleitet und durch das IMZ-Büro in Wien unterstützt.
Präsidentin ist Laetitia Huberti (RTBF – Belgian Public Radio & Television), Vizepräsidenten sind Jason Charters (Riddle Films - Canada), Arild Erikstad (NRK, Norway) und Stephen James-Yeoman (BBC, United Kingdom), Schatzmeister: Elmar Kruse (C Major Entertainment, Deutschland), Rechtsberatung: Franz Patay (VBW International, Österreich).